# الكسندر كينيث ماكلين
الكسندر كينيث ماكلين هو محامي وسياسي كندي، ولد في 18 أكتوبر 1869 في Upper North Sydney ‏ في كندا، وتوفي في 31 يوليو 1942. نشط حزبياً في Unionist Party (Canada) ‏ (17 ديسمبر 1917 – 17 ديسمبر 1917) والحزب الليبرالي الكندي.

## مناصب
- انتخب مجلس الملكة الخاص بكندا.
- انتخب عضو مجلس نواب نوفا سكوشا ‏ عن دائرة مدينة لونينبورج (1 أكتوبر 1901 – 1904).
- انتخب عضو مجلس العموم الكندي عن دائرة Lunenburg (federal electoral district) [الإنجليزية]‏ (11 يناير 1905 – 29 يوليو 1911).
- انتخب president of the Exchequer Court of Canada ‏ (2 نوفمبر 1923 – 1942).
- انتخب Commissioner of Crown Lands (Province of Canada) [الإنجليزية]‏ (28 أكتوبر 1909 – سبتمبر 1911).
- انتخب نائب عام نوفا سكوشا (28 أكتوبر 1909 – سبتمبر 1911).
- انتخب عضو مجلس العموم الكندي عن دائرة هاليفاكس [الإنجليزية]‏ (15 نوفمبر 1911 – 30 يونيو 1923).